# Pierre Vial
Pour les articles homonymes, voir Pierre Vial (homonymie) et Vial.
Pierre Vial, né le 25 décembre 1942, est un universitaire et homme politique d'extrême droite français.
Il fonde en 1994 le mouvement völkisch Terre et Peuple.

## Biographie

### Carrière militante
Pierre Vial est né dans une famille catholique traditionaliste et royaliste et anti-communiste[réf. nécessaire]. Durant les années 1960, il est membre du Mouvement nationaliste du progrès de Dominique Venner. En 1969, il participe à la fondation du GRECE. Il préside en son sein la commission Histoire, qui travaille sur le thème « Un exemple de transmission par une société particulière : l'Église catholique ».
En 1975, il cofonde Europe-Jeunesse, puis l'année suivante les éditions Copernic, dont il devient le gérant.
En 1978, paraît sous la signature de Michel Poniatowski le livre L'avenir n'est écrit nulle part, qu'il revendique avoir rédigé avec Alain de Benoist ou Bruno Tellenne.
À l'été 1979, il organise le « serment de Delphes », dans le cadre d'un « pèlerinage aux sources » de la « civilisation européenne » en Grèce, qui réunit une trentaine de cadres néo-droitiers.
Secrétaire général du GRECE de 1978 à 1984 (remplacé à cette date par Jean-Claude Cariou), il n'en est aujourd'hui plus membre, ses positions « racialistes » étant aux antipodes des idées d'Alain de Benoist.
Il rejoint le Front national en 1988, devient membre de son Conseil scientifique en 1989 et est élu conseiller municipal de Villeurbanne puis conseiller régional de Rhône-Alpes sous cette étiquette. Il occupe pendant un temps une vice-présidence de la Commission culturelle du Conseil régional Rhône-Alpes. Il appartient aussi au comité de patronage de la revue Identité.
Appartenant à l'Association des amis de Saint-Loup, il a participé au volume Rencontres avec Saint-Loup (1991), un des hommages à l'idéologue de la SS française liés au GRECE à l'époque . Il est considéré comme le principal représentant de sa « tendance néopaïenne ». Il a dirigé la publication de La Grande Bourgogne.
En 1998, Pierre Vial est partisan de Bruno Mégret lors de la scission du Front national. Passé au MNR, il est candidat sous ses couleurs aux élections européennes de 1999, puis quitte le parti en 2001. Il se présente en 2003 aux élections cantonales à Villeurbanne avec le soutien du Front national, puis il contribue à créer, au niveau national et mondial, un certain nombre d'organisations ayant pour objet la « défense de la race blanche », dont, en France, le Conseil représentatif des associations blanches.
Président de l'association Terre et Peuple qu'il a fondée en 1994, Pierre Vial est actif en France comme en Europe aux confluents du paganisme et du suprémacisme blanc.
En juin 2006, il participe à Moscou à la « conférence internationale sur l'avenir du peuple blanc », qui regroupe des organisations proches de Terre et Peuple, et débouche sur la signature d'un « appel », dit « de Moscou ».
Depuis 2009, Pierre Vial fait partie de la direction nationale de la Nouvelle droite populaire, mouvement nationaliste et identitaire constitué autour de l'ancien député alsacien Robert Spieler. Il fait partie des dirigeants de l'Union de la droite nationale. Il participe régulièrement aux Journées nationales et identitaires organisées par la revue Synthèse nationale.
Pierre Vial signe également de manière régulière, dans les colonnes de l'hebdomadaire Rivarol, une chronique intitulée « Le Devoir d'Histoire de Pierre Vial », dans laquelle il revient sur un événement du passé.
Lors de l'élection présidentielle française de 2022, il appelle à voter Marine Le Pen au second tour.

### Carrière universitaire
Reçu à l'agrégation d'histoire, il dépose un sujet de thèse d'État sur « Les Survivances du paganisme dans le christianisme médiéval en Occident de 655 à la fin du IXe siècle ».
De 1970 à 2004, il est maître de conférences en histoire médiévale à l'université Jean-Moulin-Lyon-III, où il est membre de l'Institut d'études indo-européennes.

## Publications
- Avec Jean Mabire, Les Solstices : histoire et actualité, Paris, GRECE, 1975.
- Les Vikings, rois des tempêtes, Paris, Versoix, 1976.
- Dir., Pour une renaissance culturelle : le GRECE prend la parole, éditions Copernic, Paris, 1979, 287 p.-[12] p.,  (ISBN 2-85984-049-4), (BNF 34652684). – Recueil d'articles précédemment parus, pour la plupart, dans les colonnes de la revue Éléments, entre 1975 et 1979.
- Avec Alain de Benoist, La Mort : traditions populaires, histoire et actualité, Le Labyrinthe, coll. « Communautés et traditions » no 1, Paris, 1983, 142 p., [pas d'ISBN], (BNF 34729303).
- La Bataille du Vercors, 1943-1944, Presses de la Cité, coll. « Troupes de choc : document », Paris, 1991, 303 p.-[16] p.,  (ISBN 2-258-02945-7), (BNF 35467515).
- Avec Jean Mabire, Les Vikings à travers le monde :
  - Première édition : L'Ancre de marine, Saint-Malo, 1992, 240 p.-[24] p.,  (ISBN 2-905970-49-9), (BNF 35695607).
  - Réédition, revue, augmentée et actualisée, avec une préface de Pierre Vial : Éditions du Lore, Chevaigné, 2007, 220 p.,  (ISBN 978-2-35352-012-1), (BNF 41191442).
- Le Sang des Glières, Presses de la Cité, coll. « Document », Paris, 1993, 247 p.-[16] p.,  (ISBN 2-258-03550-3), (BNF 35605214).
- La Chevalerie européenne, DÉFI, coll. « Prolégomènes », Boulogne-Billancourt, 1998, 139 p.,  (ISBN 2-912385-07-5), (BNF 37057746).
- Avec Olivier Chalmel, Une terre, un peuple (préf. Guillaume Faye), Paris, Éditions Terre et Peuple, 2000.
- Dir., Balades au cœur de l'Europe païenne, La Forêt, 2002.
- Éd., Anthologie païenne, La Forêt, 2004  (ISBN 978-2-9516-8123-1).
- Dir., Fêtes païennes des quatre saisons, La Forêt, 2008  (ISBN 978-2-9516812-8-6).
- Vincenot, Pardès, coll. «Qui suis-je?», Grez-sur-Loing, 2009.
- Rites païens du berceau à la tombe, La Forêt, 2014.